# Forcipomyia setigera
Forcipomyia setigera är en tvåvingeart som beskrevs av Saunders 1959. Forcipomyia setigera ingår i släktet Forcipomyia och familjen svidknott. Inga underarter finns listade i Catalogue of Life.